# Too Sweet
Too Sweet è un singolo del cantautore irlandese Hozier, pubblicato il 22 marzo 2024 come primo estratto dal quinto EP Unheard.

## Antefatti
Il 14 marzo 2024 Hozier ha annunciato il suo quinto EP contenente quattro tracce che, per diversi motivi, non erano state incluse nella tracklist finale del suo terzo album Unreal Unearth (2023).
Il cantante ha anticipato il brano tramite un breve video su TikTok nel quale disegna uno scheletro.

## Tracce
Testi e musiche di Andrew Hozier-Byrne, Daniel Tannenbaum, Peter Gonzales, Sergiu Gherman, Stuart Johnson, Tyler Mehlenbacher, Daniel Krieger.
1. Too Sweet – 4:11

## Successo commerciale
Nel Regno Unito, Too Sweet ha debuttato all'ottava posizione della Official Singles Chart britannica nella settimana del 29 marzo 2024, diventando la seconda top 10 della carriera del cantante e la prima da Take Me To Church nel 2014. Dopo essere salita nella top 5 la settimana seguente, alla quarta posizione, nella settimana del 12 aprile il brano ha raggiunto la prima posizione della classifica, grazie a 6,7 milioni di streaming, diventando la prima numero uno nel Regno Unito per Hozier.
Negli Stati Uniti, Too Sweet ha debuttato alla quinta posizione della Billboard Hot 100 nella settimana del 6 aprile 2024, diventando la prima top 10 del cantante in oltre dieci anni, sin da Take Me To Church che aveva raggiunto la seconda posizione nel 2014, nonché il suo primissimo debutto tra le prime dieci posizioni. Tre settimane più tardi, il brano ha registrato 35,6 milioni di streaming, raggiungendo la prima posizione della Streaming Songs, 14,1 milioni di audience radiofonica e 6 000 download, consentendogli di raggiungere la prima posizione della classifica dei singoli statunitensi. Il brano ha anche raggiunto la prima posizione della Hot Rock & Alternative Songs, della Hot Rock Songs e della Hot Alternative Songs, diventando il secondo brano nella carriera del cantante a raggiungere l'apice nelle suddette classifiche. Inoltre, grazie a Too Sweet, Hozier è diventato il quarto artista irlandese a raggiungere la vetta della Hot 100, dopo Sinéad O'Connor, gli U2 e Gilbert O'Sullivan, e il primo a riuscirci in oltre 34 anni sin da Nothing Compares 2 U della O'Connor, che aveva raggiunto la vetta della Hot 100 nell'aprile del 1990, nonché il primo artista solista maschile in più di mezzo secolo sin da O'Sullivan, che ci riuscì nel luglio del 1972 con il brano Alone Again (Naturally).

## Classifiche

### Classifiche settimanale
| Classifica (2024-25) | Posizione massima |
| -------------------- | ----------------- |
| Australia            | 1                 |
| Austria              | 4                 |
| Bielorussia          | 124               |
| Canada               | 2                 |
| Croazia              | 15                |
| Danimarca            | 12                |
| Estonia              | 9                 |
| Filippine            | 33                |
| Finlandia            | 29                |
| Germania             | 14                |
| Grecia               | 5                 |
| Irlanda              | 1                 |
| Italia               | 82                |
| Moldavia             | 14                |
| Norvegia             | 20                |
| Nuova Zelanda        | 1                 |
| Paesi Bassi          | 9                 |
| Panama               | 107               |
| Portogallo           | 50                |
| Regno Unito          | 1                 |
| Romania              | 8                 |
| Russia               | 89                |
| Stati Uniti          | 1                 |
| Sudafrica            | 6                 |
| Svezia               | 9                 |
| Svizzera             | 5                 |
| Ucraina              | 119               |

### Classifiche di fine anno
| Classifica (2024) | Posizione |
| ----------------- | --------- |
| Australia         | 8         |
| Austria           | 7         |
| Canada            | 8         |
| Danimarca         | 32        |
| Estonia           | 20        |
| Filippine         | 77        |
| Francia           | 77        |
| Germania          | 24        |
| Islanda           | 4         |
| Nuova Zelanda     | 4         |
| Paesi Bassi       | 33        |
| Polonia           | 35        |
| Portogallo        | 20        |
| Regno Unito       | 5         |
| Stati Uniti       | 10        |
| Svezia            | 20        |
| Svizzera          | 13        |
| Ungheria          | 76        |

## Riconoscimenti
- American Music Awards[54]
  - 2025 – Candidatura alla canzone dell'anno
  - 2025 – Candidatura alla canzone rock preferita

- iHeartRadio Music Awards[55]
  - 2025 – Canzone alternative dell'anno
  - 2025 – Candidatura alla canzone dell'anno
  - 2025 – Candidatura alla canzone pop dell'anno